# Omvänd Barré
Omvänd Barré är ett neurologiskt test där patienten blundar, ligger på rygg med böjda höft- och knäleder och upprätthåller den positionen i 5-10 sekunder.
Om ett eller båda benen sjunker ner tyder detta på svaghet i nedre extremiteten som kan vara neurologiskt orsakad.